# Piton Kapor
Le piton Kapor est un petit cône volcanique adventif du piton de la Fournaise, le volcan actif de l'île de La Réunion, département d'outre-mer français dans le sud-ouest de l'océan Indien. Il est situé au cœur du massif du Piton de la Fournaise, sur les pentes nord du cône principal, au sein de la caldeira appelée Enclos Fouqué. Ce faisant, il relève du territoire de la commune de Sainte-Rose et fait partie du cœur du parc national de La Réunion.
Formé lors de l'éruption du Piton de la Fournaise en 1998, il y culmine depuis lors, d'après les cartes de l'Institut national de l'information géographique et forestière, à environ 2 150 mètres d'altitude. En août 2003 lors d'une nouvelle éruption du piton de la Fournaise un nouveau cône volcanique baptisé piton Payankë prit naissance sur les flancs du piton Kapor formant aujourd'hui un cône volcanique double. On l'atteint via le sentier Kapor, un sentier de randonnée qui se sépare du sentier du cratère Dolomieu au pied du pas de Bellecombe, avant qu'il n'atteigne le Formica Leo.